# Cody Linley
Cody Martin Linley (Dallas, Texas, 20 de noviembre de 1989) es un actor estadounidense, conocido por interpretar el papel de Jake Ryan en la serie televisiva Hannah Montana y por haber participado en la séptima temporada del reality show Dancing with the Stars.

## Filmografía
| Año        | Título                                                             | Papel             | Notas                            |  |
| ---------- | ------------------------------------------------------------------ | ----------------- | -------------------------------- |  |
| 1998       | Full House                                                         | Joven Tommy       |                                  |  |
| 1999       | Walker, Texas Ranger                                               | Timmy             | Episodio: "Jacob's Ladder"       |  |
| 2001       | Walker, Texas Ranger                                               | Griffin Pope      | Episodio: "Desperate Measures"   |  |
| 2000       | My Dog Skip                                                        | Spit McGee        |                                  |  |
| 2000       | Where the Heart Is                                                 | Brownie Coop      |                                  |  |
| 2000       | Miss Congeniality                                                  | CHico             |                                  |  |
| 2002       | Beyond the Prairie, Part 2: The True Story of Laura Ingalls Wilder | Charlie Magnuson  |                                  |  |
| 2003       | When Zachary Beaver Came to Town                                   | Cal               |                                  |  |
| 2003       | Cheaper by the Dozen                                               | Quinn             |                                  |  |
| 2004       | That's So Raven                                                    | Daryl             | Episodio: "Five Finger Discount" |  |
| 2005       | Echoes of Innocence                                                | Christopher       |                                  |  |
| 2005       | Rebound                                                            | Larry Burgess Jr. |                                  |  |
| 2006       | Hoot                                                               | Mullet Fingers    |                                  |  |
| 2007       | The Haunting Hour: Don't Think About It                            | Sean Redford      |                                  |  |
| 2006- 2010 | Hannah Montana                                                     | Jake Ryan         | Papel recurrente                 |  |
| 2008       | The Hardy Boys: The Hidden Theft                                   | Joe Hardy         | Voz de animación                 |  |
| 2008       | Dancing with the Stars                                             | Él mismo          | Concursante                      |  |
| 2008       | Disney Channel Games                                               | Él mismo          | Presentador                      |  |
| 2010       | Forget Me Not                                                      | Eli Channing      |                                  |  |
| 2012       | Melissa & Joey                                                     | Aiden             |                                  |  |
| 2013       | Champion                                                           | Eli               | Secundario                       |  |
| 2015       | Hoovey                                                             | Hoovey            | Protagonista                     |  |
| 2016       | Sharknado: Que la 4ª te acompañe                                   | Matt Sheppard     | Secundario                       |  |